# Christian Georg von Helmolt
Christian Georg von Helmolt (* 1728; † 21. April 1805 in Gotha) war sachsen-gothaischer Obrist des Gardekorps (Leibgarde zu Pferde), Geheimer Rat, Schlosshauptmann und Rittergutsbesitzer. Er übersetzte mehrere fremdsprachige Schauspiele und publizierte mehrere wissenschaftliche Aufsätze.

## Leben
Christian Georg von Helmolt stammte aus dem Göttinger Adelsgeschlecht von Helmolt und war der Sohn von Christian Ludwig von Helmolt. Dieser starb als bestallt gewesener sachsen-weißenfelsischer Kammer- und Jagdjunker in Weißenfels am 29. August 1763 in Bilzingsleben. Nach dem Tod des Vaters erbte er mit seinen Brüdern das väterliche Rittergut Bilzingsleben.
Christian Georg von Helmolt erwarb am 10. Oktober 1780 den Flanshof in Kannawurf von seinem Vetter Christian August Gotthold von Helmolt (* 1744).
Er war mit Sophie Emilie Franziska von Lengefeld († 12. Juni 1823) verheiratet.
Sein Sohn war der am 10. Oktober 1804 verstorbene Rittmeister Carl Friedrich Ernst von Helmolt, der mit Sophie Caroline Juliane Friedericke geb. von Berbisdorf verheiratet war. Sein Enkelsohn war Christian Ernst von Helmolt, dem er den Flanshof in Kannawurf vererbte. Dieser beschäftigte sich eine Zeit lang mit Forstwissenschaft in Wolkenstein (Erzgebirge). 1823 verkaufte er den Flanshof in Kannawurf.
Die Tochter Christiane (1766–1825) war mit dem Geologen Ernst Friedrich von Schlotheim verheiratet.
Christian Georg von Helmolt gehörte in Gotha der Loge Zum Rautenkranze an.